# Szczepki (wieś)
Szczepki – wieś w Polsce położona w województwie podlaskim, w powiecie augustowskim, w gminie Nowinka.
W latach 1975–1998 miejscowość administracyjnie należała do województwa suwalskiego.
Miejscowość jest siedzibą parafii rzymskokatolickiej, należącej do dekanatu Augustów – Matki Bożej Królowej Polski, diecezji ełckiej.